# 江北大学城站
江北大学城站是哈尔滨地铁2号线的地铁车站，位于中华人民共和国黑龙江省哈尔滨市呼兰区利民西三大街与学院路交叉口，位于哈尔滨市江北大学城中，为2号线北端终点站，于2021年9月19日开通。本站为哈尔滨地铁系统最北端车站，且自开通日起，取代同为哈尔滨地铁系统的哈尔滨东站，成为中国大陆最北端的城市轨道交通车站。

## 车站结构
江北大学城站沿利民西三大街南北向设置，为地下岛式站台车站，车站总长284.00米，标准段宽22.9米，深15.56米。车站地下一层为站厅层，地下二层为站台层，站台宽度14.00~15.94米。车站南侧设有交叉渡線，供列车站前折返，车站日常仅使用西侧站台上下客，东侧站台仅做备用。
车站站厅层设有一幅壁画。画面以光影浮雕形式，表现从入学到毕业的大学生活。
| 地面              | 出入口 | 1-4出入口                                                                                         |
| 地下一层          | 站厅   | 客服中心、自动售票机、验票机                                                                      |
| 地下二层          | 站台层 | \| \| \| █ 2号线停车线 \| \| 島式 · 開左邊车门 \| \| \| \| \| \| █ 2号线往气象台（哈尔滨北站） \| |
|                   |        | █ 2号线停车线                                                                                     |
| 島式 · 開左邊车门 |        |                                                                                                   |
|                   |        | █ 2号线往气象台（哈尔滨北站）                                                                     |

## 车站出口
江北大学城站共设4个出口，各出口及周围设施如下所示：
| 编号                                  | 建议前往的目的地       | 照片 | 无障碍设施 |
| ------------------------------------- | ---------------------- | ---- | ---------- |
| 1出口 · 出口 · 上海地铁无障碍电梯标志 | 学院路，哈尔滨广厦学院 |      |            |
| 2出口 · 出口                          | 利民西三大街           |      | 不適用     |
| 3出口 · 出口                          | 利民西三大街，学院路   |      | 不適用     |
| 4出口 · 出口                          | 学院路，哈尔滨华德学院 |      | 不適用     |
| 注： 设有                             |                        |      |            |

## 接驳交通

### 公交车
| 利民西三大街学院路 | 利民西三大街学院路 | 利民西三大街学院路 | 利民西三大街学院路 | 利民西三大街学院路 |
| 编号               | 路线               | 路线               | 路线               | 备注               |
| ------------------ | ------------------ | ------------------ | ------------------ | ------------------ |
| 212                | 富佳新天地小区     | ⇆                  | 河梁街             | 定时班车           |
| 223                | 冰雪影都           | ⇆                  | 河梁街             | 定时班车           |

## 使用情况
车站周边有20余所大学与高职院校，在校学生总计约10万余人。大学生大都周末乘坐地铁出游，因此本站周末客流量明显高于工作日，2023年4月1日（周六）更是全哈尔滨地铁客流量第二大的车站，仅次于市中心的中央大街站。

## 车站历史
- 2019年8月22日，车站主体结构封顶。
- 2021年9月19日，随2号线一期工程通车一同开通[1]。